# Gabriel de Broglie
Gabriel Marie Joseph Anselme de Broglie-Reval, känd som Gabriel de Broglie, född 21 april 1931 i Versailles, död 8 januari 2025 i Paris, var en fransk historiker, ämbetsman, ledamot av Franska akademien och kansler för Institut de France.
Gabriel de Broglie studerade vid universitetet i Pontoise, och fortsatte därefter vid Institut d'études politiques de Paris och École nationale d'administration. Under 1960-talet anlitades han av franska regeringen som sakkunnig och rådgivare, och var verksam vid flera departement men huvudsakligen kulturdepartementet. År 1975 utsågs han till generaldirektör vid Radio France, och fortsatte 1979 som president för Institut national de l'audiovisuel. År 1997 blev han ledamot av Académie des sciences morales et politiques, och 2001 efterträdde han Alain Peyrefitte på stol 15 i Franska akademien, och blev därigenom den femte akademieledamoten där i sin släkt. I december 2005 blev han Pierre Messmers efterföljare som kansler för Institut de France.
Han var kommendör av Hederslegionen, riddare av Ordre national du Mérite samt kommendör av Ordre des Arts et des Lettres. För sina verk i historia belönades han med flera pris.